# Sejerø
Sejerø est une île du Danemark située au nord-ouest de celle de Seeland, dans la baie de Sejerø. Allongée sur onze kilomètres, elle aurait été reliée par le passé à Seeland via un isthme disparu prolongeant sa pointe sud. Son plus grand village, Sejerby, compte 366 habitants.

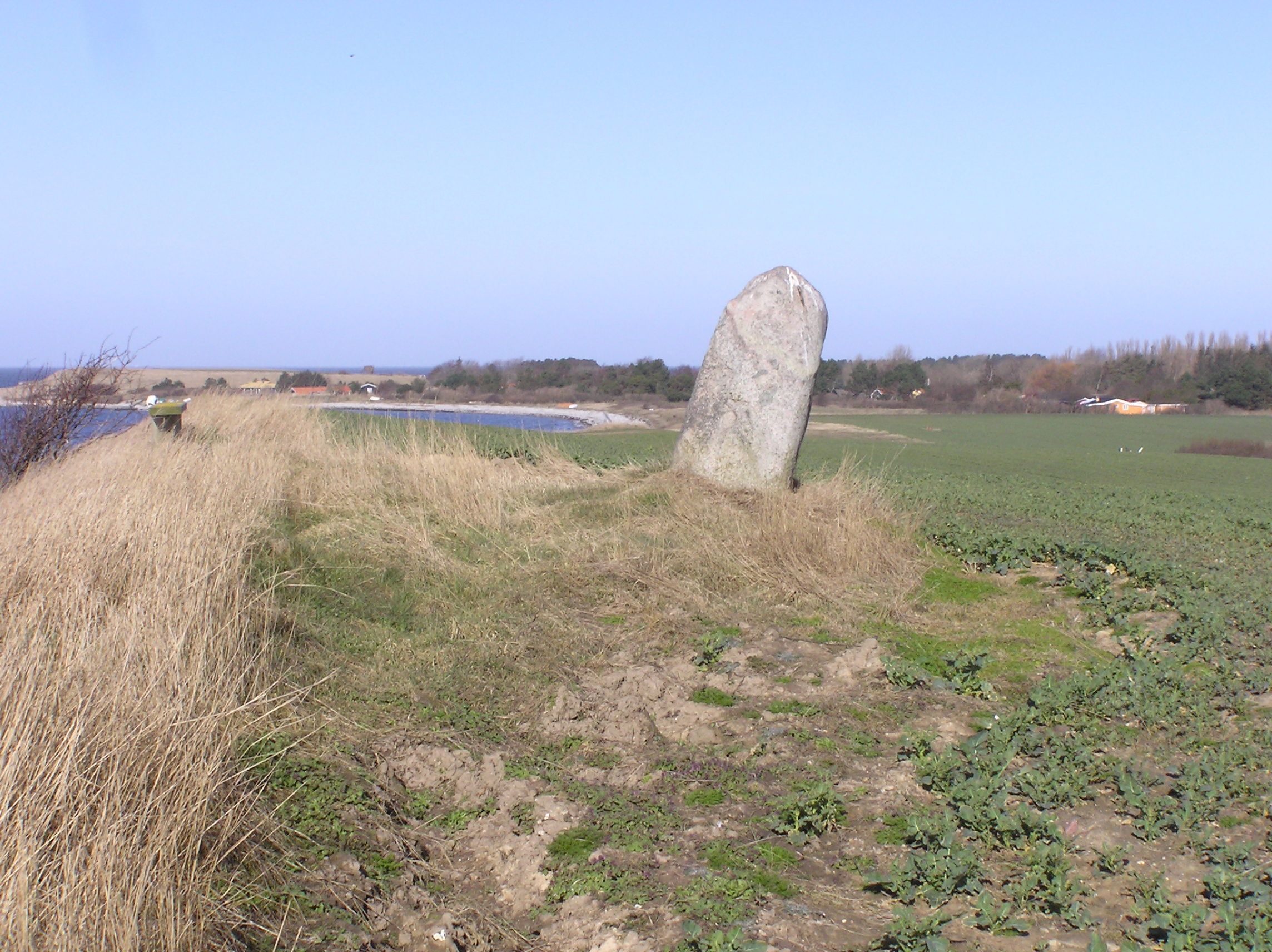
Menhir sur Sejerø.

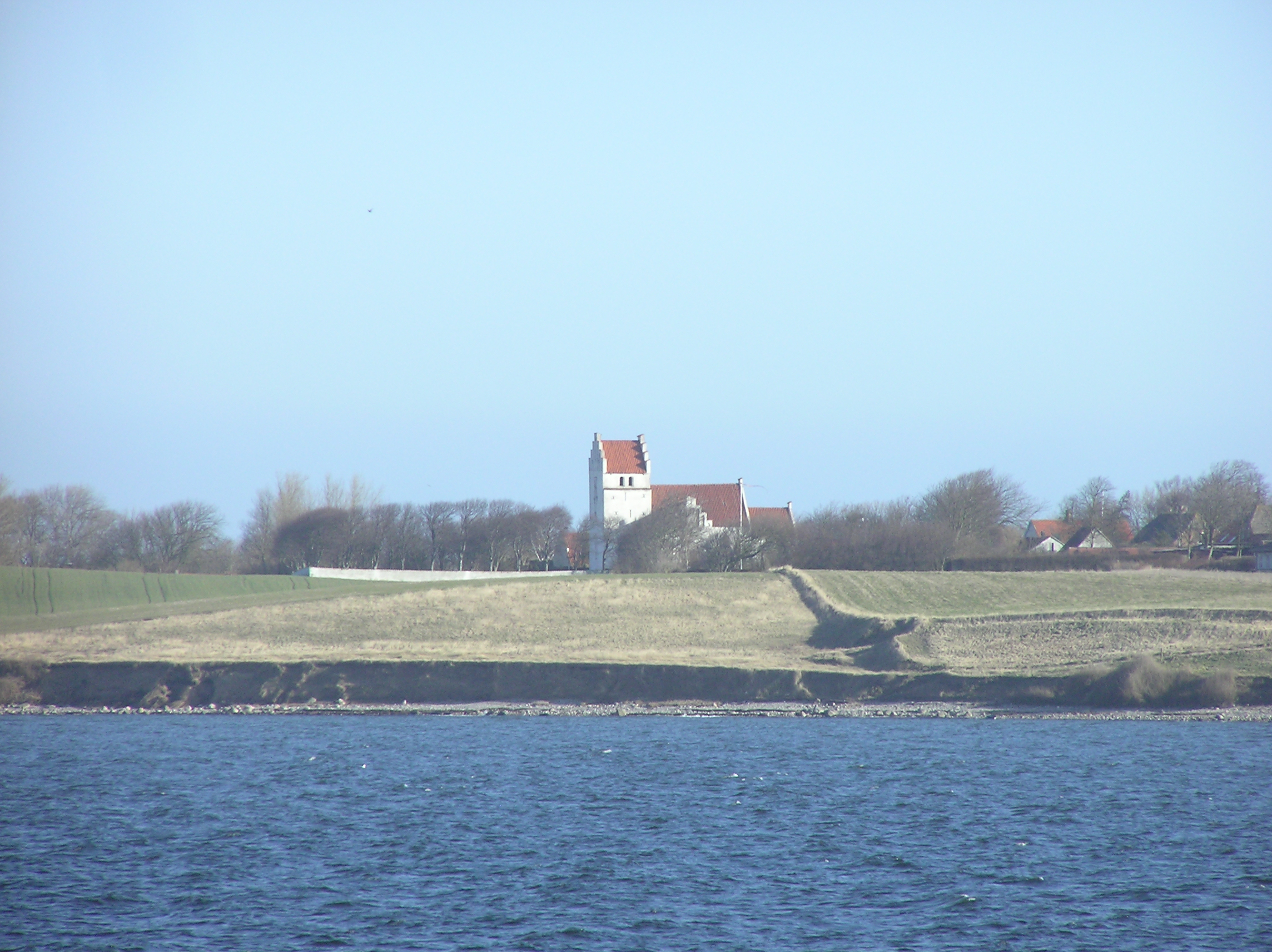
Vue depuis la mer de l'église de Sejerø, restaurée par Jan Gehl.